# Az alkimista és a szűz

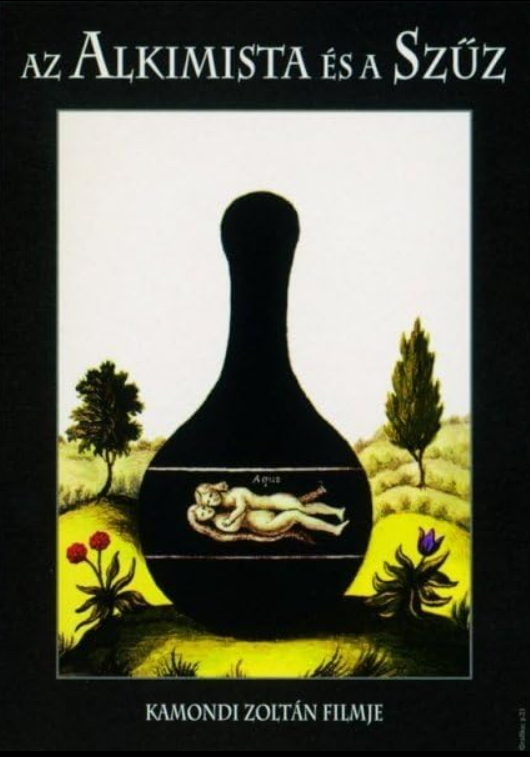
Az alkimista és a szűz hivatalos plakátja

Az alkimista és a szűz Kamondi Zoltán rendező 1999-ben bemutatott mágikus realista játékfilmje, amely a 10. Manchesteri Filmfesztiválon elnyerte a legjobb független film díját.

## Szereplők
- Mariusz Bonaszewski – Sziráki
- Ónodi Eszter – Eszténa
- Danuta Szaflarska – Zsófika
- Haumann Péter – Eszténa apja
- Bodnár Erika – Eszténa anyja
- Szirtes János – Pap
- Fehér György
- Növényi Norbert – Maci
- Szabó László – Charlie Rosen
- Baló Júlia – sikoltozó nő
- Barkó György
- Barna Béla
- Basa Lajos
- Bendiner Zoltán
- Boros Róbert
- Dobák Lajos – aranyműves
- Fullajtár Andrea
- Gazdig Tibor
- Hevér Gábor

## Készítők
- forgatókönyv: Kamondi Zoltán
- operatőr: Medvigy Gábor
- zene: Melis László
- látványtervezők: Ágh Márton, F. Kovács Attila
- jelmeztervező: Berzsenyi Krisztina
- vágó: Posán Zsuzsa
- hangmérnök: Kovács György
- producerek: Makk Károly, Miskolczi Péter, Árvai Jolán